# Piotr Kupczak
Piotr Kupczak (ur. 25 listopada 1975 w Tarnogrodzie) – polski poeta, przedstawiciel personalizmu. Popularyzator historii regionu biłgorajskiego.
Pochodzi z Różańca na Zamojszczyźnie. Tworzy od 1989. Jego wiersze ukazywały się m.in. w Kwartalniku Tarnogrodzkim, z którym współpracuje od 2002 i w Aspektach. W latach 1995–2003 odbył studia na Wydziale Teologii Katolickiego Uniwersytetu Lubelskiego. Następnie, na tejże uczelni podjął studia doktoranckie w Katedrze Historii Dogmatów. W latach 2004–2008 działał w zarządzie Biłgorajskiego Towarzystwa Literackiego. Współpracował także z parczewskim zespołem Dedli Swim, tworzącym muzykę do jego wierszy oraz z teatrami: Enigmatic z Lublina i Sceną Amatora Biłgorajskiego Centrum Kultury, prowadzoną ptrzez Alicję Jachiewicz-Szmidt i Stefana Szmidta.

## Dorobek literacki
W swojej twórczości Piotr Kupczak najczęściej porusza tematykę filozoficznego rozumienia Boga, świata i ludzkiego życia. Charakterystyczne dla stylu poety jest również podejmowanie subtelnych, zawoalowanych motywów erotycznych, najczęściej w odniesieniu do zagadnień relacyjności osób oraz nowa estetyka i dysonanse obecne we współczesnej kulturze. Nawiązuje do nurtu poezji lingwistycznej i personalizmu chrześcijańskiego.
Piotr Kupczak podejmuje działania na rzecz upowszechniania historii regionu, zwłaszcza rodzinnej wsi oraz upamiętniania miejsc i wydarzeń z nią związanych. Jest autorem monografii parafii Różaniec. Jako poeta uczestniczy w spotkaniach autorskich z młodzieżą szkolną i zasiada w jury lokalnego konkursu recytatorskiego Słowem malowane.

### Twórczość poetycka
- 2003 Nieba otwarte (ISBN 83-916714-3-7)
- 2005 Ukołysz prześnieniem (ISBN 83-922354-0-1)
- 2013 Przechodząc w cień własny (ISBN 978-83-7222-501-6)

### Publikacje historyczne
- 2014 Paciorki Różańca. Szkic historyczny Parafii pw. św. Antoniego Padewskiego w Różańcu (ISBN 978-83-7222-531-3)
- 2021 Od Kutna do Tarnogrodu. Z Tarnogrodu Do Katynia (ISBN 978-83-9223-542-2), nakładem Tarnogrodzkiego Towarzystwa Regionalnego[12].

## Nagrody
Jest laureatem poetyckiego konkursu dla lubelskich studentów Kulminacja uczuć (2003). Został również uhonorowany przez biłgorajskie środowisko literackie nagrodą "Łabędzie Pióro 2007".